# Cananga
Кананга (лат. Cananga, в конечном итоге от прото-малайо-полинезийского * kanaŋa) — небольшой род деревьев семейства Анноновые (Annonaceae), произрастающий в Индокитае и Малезии, но интродуцированный в других местах. Один из его видов, Cananga odorata, важен как источник парфюмерного иланг-иланга.

## Виды
Известны два вида:  
- Cananga brandisiana (Pierre) Saff., syn. Cananga latifolia (Hook.f. & Thomson) Finet & Gagnep.
- Cananga odorata (Lam.) Hook.f. & Thomson

Cananga latifolia указана в некоторых источниках как отдельный вид, но базионим Unona latifolia Hook.f. & Thomson, является более поздним омонимом Unona latifolia Dunal и поэтому не является приемлемым названием. Unona brandisiana была явно предложена в качестве замены имени. 